# A bolygó hollandi (legenda)

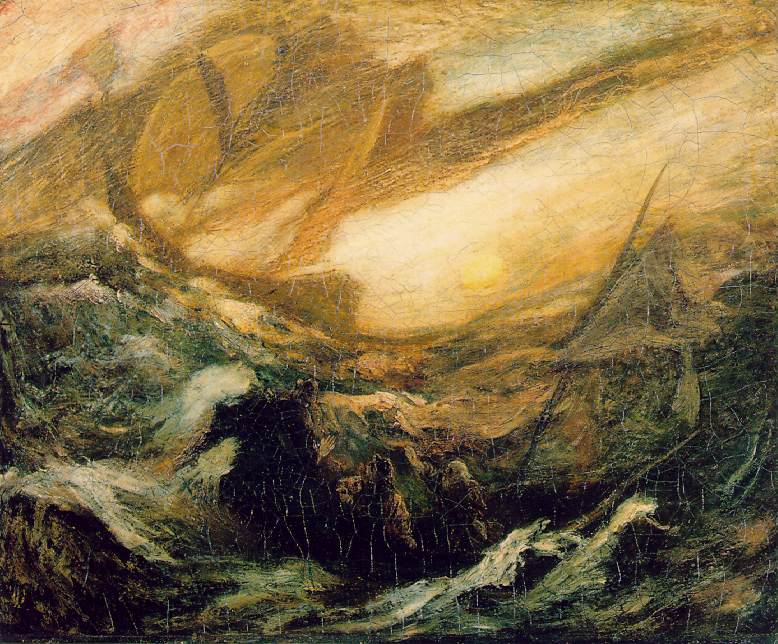
A bolygó hollandi, Albert Pinkham Ryder, 1887

A bolygó hollandi egy 17. századi tengerészlegenda. Eszerint egy hajó arra ítéltetett, hogy az utolsó ítélet napjáig hajózzon a világ tengerein, ami egyértelmű utalás az ugyanekkor terjedő Ahasverus-történetre. A bolygó hollandi egy tengeri Ahasverus, a tengerészek bolygó zsidó változata. A legendához számos eredetmagyarázat tartozik.
Az egyik szerint egy holland kapitány, Hendrik van der Decken útnak indult Amszterdamból, hogy vagyont szerezzen Kelet-Indiában. A Jóreménység fokánál heves viharba került, amely megszaggatta a vitorlákat és összetörte az árbócokat, és mivel pontosan a haladási irányával szembe fújt, állandóan visszavetette. Az elszánt kapitány azonban a legénység zúgolódása ellenére tovább hajózott. A legenda egyik változata szerint maga az ördög jelent meg a kapitány előtt, és arra biztatta hogy szembeszegülve Isten akaratával, kormányozza a hajót a vihar közepébe. A hollandus beleegyezett és ezzel magára vonta a Mindenható átkát. Ezért kell az immár kísértethajónak az ítélet napjáig, partraszállás nélkül bolyongania a tengereken. Ugyanennek a legendának egy másik változata szerint a kapitány mindössze káromkodott egyet, és kijelentette, hogy ő bizony nem tágít, még ha ítéletnapig kell is hajóznia abban a viharban.
Egy másik elterjedt tengerészmonda szerint egy van Straaten nevű holland kapitány hitetlensége miatt hajóznak örökké. Straaten nagypénteken futott ki, előtte pedig nem volt templomban, ezért nem lel nyugtot, rémítgeti a hajósokat. A rémületet fokozza, hogy aki meglátja a bolygó hollandit, azt szerencsétlenség éri, vészjósló előjel a találkozás vele. Ezen mondából (amelyhez hasonlókat nagy számmal találni a tengerész-folklór klasszikus földjén, Bretagne-ban is) merítette Richard Wagner operája tárgyát.
A bolygó hollandit leggyakrabban azokon a vizeken észlelték, ahol a legenda szerint eltűnt, vagyis a Jóreménység fokánál. A feljegyzések szerint négyszáz éven keresztül számos szemtanúja volt egy különös fekete hajónak a Jóreménység foka körül, a későbbi V. György brit király a Horn-foknál találkozott vele. György a Bacchant nevű hajón volt kadét, mielőtt trónra került volna. Feljegyzéseiben megemlíti, hogy az a matróz, aki először meglátta a bolygó hollandit, pár óra múlva leesett az árbócról és meghalt. Nem sokkal később a parancsnok is beteg lett és napok alatt ő is elhunyt. A titokzatos jármű éjszakánként bukkant fel, és aki megpillantotta, többé nem tudta elfelejteni a találkozást. Ráadásul a jelenést megmagyarázhatatlan szerencsétlenségek kísérték, amelyeket a kísértethajóhoz fűződő átoknak tulajdonítottak.
A Jóreménység foka körül a tengerészek inkább lementek a hajótestbe, és aki tehette, átaludta azt az időt, amíg a félelmetes környéken hajóztak. Úgy tartották ugyanis, hogy a bolygó hollandi hajóját csak meglátni is balszerencsét jelent. Volt, akit ezután baleset ért, másoknak az otthon maradt szeretteivel történt valami szörnyűség. Vitorlások és gőzösök naplóiban gyakran tettek említést a különös jelenségről. A leírások szerint az elátkozott hajó vörös fényben izzott (ezt írja V. György is), és hirtelen, a semmiből bukkant elő úgy, hogy az ütközést alig tudták elkerülni. A közelébe érve, a fedélzetéről szenvedő emberek kiabálását lehetett hallani. Sokan látták a hajón a kapitányt is, amint vörösen izzottak a szemei, és hosszú, loboncos ősz haja lobogott a szélben. A jelenséget kísérteties derengés vette körül. Aztán, amilyen gyorsan feltűnt, úgy el is tűnt.
Egy későbbi feljegyzés a Joseph Sommers nevű hajóhoz kötődik. Az Atlanti-óceán déli részén haladt, amikor váratlanul elé vágott a bolygó hollandi. A túlélők közül sokan hátborzongató kacajt hallottak, és abban a pillanatban a Sommers lángra kapott. Csak azok maradtak élve, akik elsőként ugrottak a vízbe.
Az összes között talán a legérdekesebb egy óceánjáró esete[forrás?], amelyik Európából Amerika felé tartott. A fedélzetén sétálgatók váratlanul megpillantották a bolygó hollandi hajóját, amely kibontott vásznakkal sebesen közelített feléjük. Az elképedt parancsnok az utolsó pillanatban adott utasítást az irányváltoztatásra, hogy elkerüljék az ütközést. Ekkor hihetetlen kép tárult az utasok szeme elé. Az öreg hajón száz évvel azelőtti öltözékben, késsel-szekercével hadonászó emberek álltak és érthetetlen szavakat kiabáltak. Egyikük behemót puskát húzott elő, az óceánjáró kapitányára szegezte, majd meghúzta a ravaszt. Dörrenés hallatszott, és a kapitány érezte, ahogy „egy pillanatra megcsapta a halál szele". Aztán az ódon hajó hirtelen eltűnt a szemük elől. Mindenki sértetlenül úszta meg a kalandot.